# Барбо дю Барран, Жозеф-Никола
Жозеф-Никола Барбо дю Барран (3 июля 1761, Кастельно-д’Озан — 16 мая 1816, Ассен, Во) — французский политический деятель.
В начале Революции он был прокурором в Монтрейле. Департамент дю Жер (Gers) послал его в Национальный конвент, где он выказал себя ярым монтаньяром. Во II году он был избран президентом клуба якобинцев и членом Комитета общественной безопасности, во имя которой он прибегал к весьма крутым мерам. Целая масса лиц всех сословий была им предана революционному суду и казнена.
С 4 по 19 февраля 1794 года исполнял обязанности президента Конвента, после переворота 9 термидора II-го года (27 июля 1794 года) выступал в защиту Барера, Бийо-Варенна и других членов Комитета общественного спасения. Наконец и он сам был судим и заключен в тюрьму, но по амнистии 4 брюмера IV года вышел на свободу.
С тех пор Барбо жил вдали от дел, но после второй реставрации он вместе с другими деятелями Революции был изгнан из Франции и поселился в Швейцарии, где и умер.